# ボディプロテクター
ボディプロテクター（ぼでぃぷろてくたー、英語: protector for body）とは、オートバイやそれに準ずる乗り物において、乗車中の転倒や事故の際に乗員の胸部を衝撃などから保護する身体装備のひとつである。胸部プロテクター、プロテクターともいう。類するものとして保護パッドがある。
なお、スポーツで用いられる保護具についてはプロテクターや防具やボディアーマーも参照。

## 概要
速い速度で転倒したり事故を起こした場合にも致命傷や重傷を負う危険性を低減する機能を持った身体装備で、一部の教習所や交通安全講習会では胸部プロテクターを着用することを指導し、技能教習中の着用を義務づけている。
保護性能が高いものほど動きにくくて重い傾向にある。

## 白バイ隊員
警察官の殉職事案があるがほとんどが交通警務業務に従事した警察官である。自損転倒し道路わきの電柱に衝突した事案をみても、ひとたび転倒すると白バイ隊員も一般ライダーと変わりはないという。
白バイの殉職を減らすためだったボディプロテクターは、通気性なども考慮したポリポリプロピレン製が、採用されている。

## 啓蒙活動
胸部の損傷は、命を落すので警視庁は、定期的に一般道で通行中のライダーを呼び止めてボディプロテクターの啓蒙活動を行うなど普及させようとしている
。

## 福祉送迎車
総人口が減少する中で、65歳以上の高齢者は、総人口に占める割合は29.1％と過去最高。 我が国の総人口（2022年9月15日現在推計）は、前年に比べ82万人減少している。
急速に進む高齢化によりデイケアセンターなどの福祉施設への送迎サービスを利用する方が増えている。健常者なら気にならない加速・減速でも自分で身体を支えきれない利用者が、送迎車には車いすに乗った状態で多数が乗車している。それでも送迎中の車内において、利用者が胸部を強打した死傷事故が絶えない。
送迎車が追突事故事故、交差点で出会いがしらの衝突事故あるいは、道路から転落を起こすと重大事故になりがちである。こうした送迎中の交通事故を予防して利用者の安全で安心な移動を確保するために、送迎運転者向けのプログラムを2013年に開発した自動車会社もある。それでも、デイケアセンター利用者が胸部を強打する死傷事故は減らない。

## 転倒の問題
- 学術論文

歩行中に起きる転倒の衝撃を和らげる保護防具は，生存率が一番高いライフジャケットである。ヘルメットは後ろに飛び出した自転車用とオートバイ用が効果が高かったという学術論文がある。ライフジャケットは、有効なボディプロテクターと言える。
- 東京都の救急搬送内訳

街中に於いても中高年の転倒事故は多く、東京都の場合では、救急搬送の全体の68.9%となっている。
- 長野県の遭難事故内訳

中高年登山ブームで訪れる北アルプス連峰での山岳遭難は、転倒事故が24%を占めている。

## 転倒しても致命傷の予防
こうした結果から、山でも中高年は、自転車用ヘルメットとライフジャケットとクサリ場やはしご場といった危険地帯ではセルフビレイコードの装備が必要である。
日常生活でも自転車に乗車する場合には、自転車用ヘルメットとライフジャケットが、有効と考えられる。自動車に追突されると、ヘルメットは割れ、眼底骨折、肋骨骨折、肺気胸を起こすのである。